# Brad Dourif
Bradford Claude Dourif (Huntington, 18 maart 1950) is een Amerikaans televisie- en filmacteur. Hij werd in 1976 genomineerd voor een Academy Award voor zijn rol in One Flew Over the Cuckoo's Nest, waarvoor hij zowel een Golden Globe als een BAFTA Award daadwerkelijk kreeg toegekend. Tevens werd hij genomineerd voor onder meer een Saturn Award (voor The Exorcist III), een Emmy Award en een Satellite Award (beide voor Deadwood).

## Biografie
Dourif heeft een voorliefde voor het spelen van extreme personages, zij dat krankzinnig, moorddadig, getergd of catatoon. Zijn wijde ogen en doorgaans wilde haardos zijn uiterlijke kenmerken die hij daarbij als troefkaart gebruikt. Een van zijn extreme personages was de geestelijk instabiele Billy Bibbit in One Flew Over the Cuckoo's Nest (1975) tijdens zijn debuutjaar als acteur. Hiermee sleepte Dourif direct een Golden Globe en een BAFTA Award binnen en werd hij genomineerd voor een Oscar.

### Chucky
Een van Dourifs meest in het oog springende rollen is die van de moorddadige pop Chucky in de horrorfilm Child's Play. Deze groeide van horrorpersonage uit tot cultfiguur. Dourif zelf was alleen in het eerste deel daadwerkelijk te zien als Charles Lee Ray, de occulte seriemoordenaar wiens geest bezit neemt van de pop. Hij was niettemin in Child's Play 2, Child's Play 3, Bride of Chucky , Seed of Chucky, Curse of Chucky en Cult of Chucky  opnieuw aanwezig, dit keer als de stem van Chucky.
Dourif acteert meer in horrorfilms. Zo was hij naast de Child Play-films te zien in onder meer de horrorproducties Eyes of Laura Mars, The Exorcist III, Spontaneous Combustion, Grim Prairie Tales: Hit the Trail... to Terror, Graveyard Shift, Body Parts en Halloween. Horrortijdschrift Fangoria gaf hem voor Body Parts in 1991 een Chainsaw Award.
Dourif was verder te zien in komische rollen (zoals in Impure Thoughts, Playing Patti en Drop Dead Sexy) en in dramafilms (zoals Wise Blood, Medium Rare en Chaindance). In de Lord of the Rings-verfilmingen The Two Towers en The Return of the King speelde hij dan weer fantasy-personage Grima Wormtongue. Dourif mat zichzelf voor deze laatste rol behalve een kostuum ook een Brits accent aan.

### Privé
Dourif was getrouwd en heeft twee dochters, een daarvan is actrice Fiona Dourif.  Dourif heeft zijn eigen vader amper gekend. Deze stierf toen hij drie jaar oud was.

## Filmografie

### Films
*Exclusief televisiefilms
| - The Shuroo Process (2021) - Obsession (2019) - Born Again Dead (2018) - Wildling (2018) - Cult of Chucky (2017, stem) - Rosemont (2015) - The Control Group (2014) - Malignant (2013) - Curse of Chucky (2013, stem) - Blood Shot (2013) - Gingerclown (2013) - Last Kind Words (2012) - Avarice (2012) - Catch .44 (2011) - Few Options (2011) - Priest (2011) - Death and Cremation (2010) - Junkyard Dog (2010) - Chain Letter (2009) - My Son, My Son, What Have Ye Done (2009) - Bad Lieutenant: Port of Call New Orleans (2009) - Halloween II (2009) - Lock and Roll Forever (2009) - Fading of the Cries (2008) - The Boneyard Collection (2008) - Born of Earth (2008) - Touching Home (2008) - Humboldt County (2008) - Halloween (2007) - The Wizard of Gore (2007) - The List (2007) - Sinner (2007) - Pulse (2006) - The Wild Blue Yonder (2005) - Drop Dead Sexy (2005) - The Great War of Magellan (2005) - Seed of Chucky (2004, stem) - El padrino (2004, aka El padrino: The Latin Godfather) - The Hazing (2004) - The Devil's Due at Midnight (2004) - The Lord of the Rings: The Return of the King (2003) - Vlad (2003) - The Box (2003) - The Calling (2002) - The Lord of the Rings: The Two Towers (2002) - Soulkeeper (2001) - The Ghost (2001) - The Prophecy 3: The Ascent (2000) - Shadow Hours (2000) - Silicon Towers (1999) - Interceptors (1999) - The Storytellers (1999) - Cypress Edge (1999) | - A Tekerölantos naplója (1999, aka The Diary of the Hurdy-Gurdy Man) - Bride of Chucky (1998, stem) - Urban Legend (1998) - Progeny (1998) - Senseless (1998) - Brown's Requiem (1998) - Playing Patti (1998) - Alien: Resurrection (1997) - Best Men (1997) - Nightwatch (1997) - Jamaica Beat (1997) - A Step Toward Tomorrow (1996) - Sworn to Justice (1996) - Phoenix (1995) - Death Machine (1995) - Murder in the First (1995) - Color of Night (1994) - A Worn Path (1994) - Trauma (1993) - Amos & Andrew (1993) - Critters 4 (1992) - Final Judgement (1992) - London Kills Me (1991) - Cerro Torre: Schrei aus Stein (1991) - Child's Play 3 (1991, stem) - Body Parts (1991) - Jungle Fever (1991) - Chaindance (1991) - Murder Blues (1991) - Child's Play 2 (1990, stem) - Graveyard Shift (1990) - Grim Prairie Tales: Hit the Trail... to Terror (1990) - Hidden Agenda (1990) - Horseplayer (1990) - Spontaneous Combustion (1990) - The Exorcist III (1989) - Sonny Boy (1989) - Mississippi Burning (1988) - Child's Play (1988) - Fatal Beauty (1987) - Medium Rare (1987) - Impure Thoughts (1986) - Blue Velvet (1986) - Istanbul (1985) - Dune (1984) - Ragtime (1981) - Heaven's Gate (1980) - Wise Blood (1979) - Eyes of Laura Mars (1978) - Gruppenbild mit Dame (1977, aka Group Portrait with a Lady) - One Flew Over the Cuckoo's Nest (1975) - W.W. and the Dixie Dancekings (1975) |

### Televisieseries
*Exclusief eenmalige gastrollen
- Chucky - Chucky (2021-2024, stem)
- Young Like Us - Larry (2014, twee afleveringen)
- Once Upon a Time - Zoso (2012-2014, twee afleveringen)
- Deadwood - Doc Cochran (2004-2006, 36 afleveringen)
- Ponderosa - Maurice 'Frenchy' Devereaux (2001-2002, acht afleveringen)
- Star Trek: Voyager - Crewman Lon Suder (1996, drie afleveringen)

### Computerspellen
- Dishonored - Piero Joplin (2012)
- Gun - Josiah Reed (2005)
- Run Like Hell - Fred (stem) (2002)
- Myst III: Exile - Saavedro (2001)